# Acanthostichus niger
Acanthostichus niger é uma espécie de inseto do gênero Acanthostichus, pertencente à família Formicidae.